# Carcaliu
Carcaliu è un comune della Romania di 3 191 abitanti, ubicato nel distretto di Tulcea, nella regione storica della Dobrugia.
È una piccola cittadina che è stata colonizzata ai tempi della guerra dai Russi, difatti gli abitanti di questo paese vengono chiamati "Lipoveni", perché la lingua che parlano di più è una specie di dialetto russo, che nel tempo si è mischiato con il rumeno.